# Shanghai International Circuit

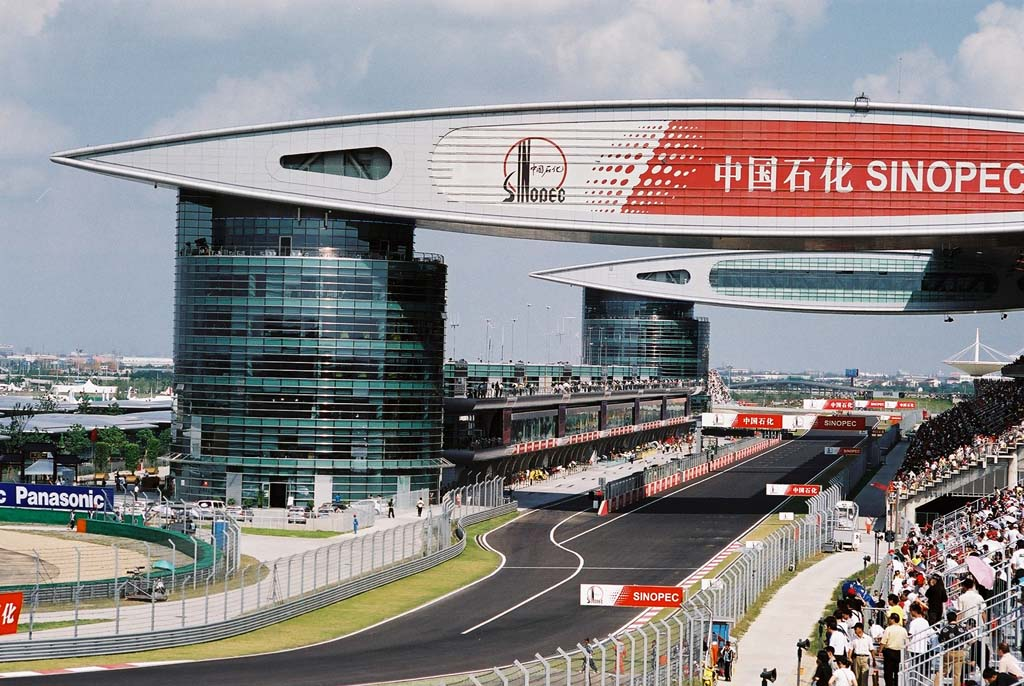
Widok na prostą startową

Shanghai International Circuit (chiń. 上海国际赛车场; pinyin Shànghǎi Guójì Sàichēchǎng) – tor Formuły 1 położony w Szanghaju. Odbywa się na nim Grand Prix Chin.
Projektantem toru był Hermann Tilke. Długość okrążenia wynosi 5,451 km. Rekord okrążenia należy do Michaela Schumachera i wynosi 1:32.238.
W 2011 roku kontrakt na organizację Grand Prix został przedłożony do 2017 roku.

## ZwycięzcyGrand Prix Chin Formuły 1na torze w Szanghaju
| Sezon | Kierowca           | Zespół             |        |
| ----- | ------------------ | ------------------ | ------ |
| 2004  | Rubens Barrichello | Ferrari            | Wyniki |
| 2005  | Fernando Alonso    | Renault            | Wyniki |
| 2006  | Michael Schumacher | Ferrari            | Wyniki |
| 2007  | Kimi Räikkönen     | Ferrari            | Wyniki |
| 2008  | Lewis Hamilton     | McLaren-Mercedes   | Wyniki |
| 2009  | Sebastian Vettel   | Red Bull-Renault   | Wyniki |
| 2010  | Jenson Button      | McLaren-Mercedes   | Wyniki |
| 2011  | Lewis Hamilton     | McLaren-Mercedes   | Wyniki |
| 2012  | Nico Rosberg       | Mercedes           | Wyniki |
| 2013  | Fernando Alonso    | Ferrari            | Wyniki |
| 2014  | Lewis Hamilton     | Mercedes           | Wyniki |
| 2015  | Lewis Hamilton     | Mercedes           | Wyniki |
| 2016  | Nico Rosberg       | Mercedes           | Wyniki |
| 2017  | Lewis Hamilton     | Mercedes           | Wyniki |
| 2018  | Daniel Ricciardo   | Red Bull-TAG Heuer | Wyniki |
| 2019  | Lewis Hamilton     | Mercedes           | Wyniki |
| 2024  | Max Verstappen     | RBPT               | Wyniki |

Kierowcy
- 6 – Lewis Hamilton
- 2 – Fernando Alonso, Nico Rosberg
- 1 – Rubens Barrichello, Jenson Button, Kimi Räikkönen, Daniel Ricciardo, Michael Schumacher, Sebastian Vettel, Max Verstappen

Producenci samochodów
- 6 - Mercedes
- 4 - Ferrari
- 3 – McLaren
- 2 - Red Bull
- 1 – Renault

Producenci silników
- 9 – Mercedes
- 4 – Ferrari
- 2 – Renault
- 1 – TAG Heuer